# アキラ・レイン
アキラ・レイン（Akira Lane, 1969年6月9日 - ）は、アメリカ合衆国のモデル・女優。

## 経歴・人物
1969年6月9日、沖縄県に生まれる。ハワイ州出身のアメリカ人の父と日本人の母の一人っ子である。日本語と英語（Japanglishとも言う）を教えられ、二つの言語を流暢に話す。キリスト教の学校から米軍基地内のアメリカン・スクールに転校。
18歳のときバージニア州ノーフォークに移り、オールド・ドミニオン大学入学。春休みにカリフォルニア州サンディエゴ郡サンディエゴに旅行した際、その地の温暖な気候・海風・フレンドリーな人々に故郷沖縄を思い出し、気に入ってしまう。サンディエゴでは短期大学に通い、プラスチック販売業者でフルタイムで1年間働いた後サンディエゴ州立大学に編入。国際ビジネスの学士号を取得し、卒業。
はじめサンディエゴで働くが、カリフォルニア州オレンジ郡に移りIT企業でキャリアを積む。ここではフルタイムでアプリの販売に従事しつつモデル業をこなす。IT企業でソフトウェア・コンサルタントをしていた時転機が訪れる。友人とテキーラを飲んでいる最中に撮った写真をネット上の写真フォーラムに投稿する。翌日には約20件の出演オファーのメールが届いていた。それが「スラスト」の出演につながる。脇役ではあったが、自身にとって映画業界における最初のブレイクである。2001年から2014年にかけて、iafdで確認できる範囲で24本の映画に出演している。Playboy TVやGentlemen's magazineなどで多くのショーを担当。
フェティッシュ・モデルとして知られるが、繩師riggerのDominic Wolfeからオファーを受けたのがきっかけ。ただし最初の仕事はPhil Carsonと一緒に行った。どちらも業界では有名な繩師である。本人によると不快感に対する耐性も高いので、ナチュラルにロープで縛られるだけなら本当に何でもない。ストッキング、パンスト、靴（7インチのスティレットヒールstiletto heel）、コルセットなどのフェティッシュなモデルをこなす。

### 人物・エピソード
年に一度沖縄に帰省している。両親も米国ではなく沖縄で老後を過ごす。
おっぱいがナチュラルであるか、本人は言葉を濁している。
好きな男性のタイプであるが、人種は無関係。男らしい男性―自分の居場所となすべきことを持っていて、工具を使う仕事が得意な人。そして責任感があること―が好き。あと、重要なポイントとしてユーモアが必要。